# Marava arachidis

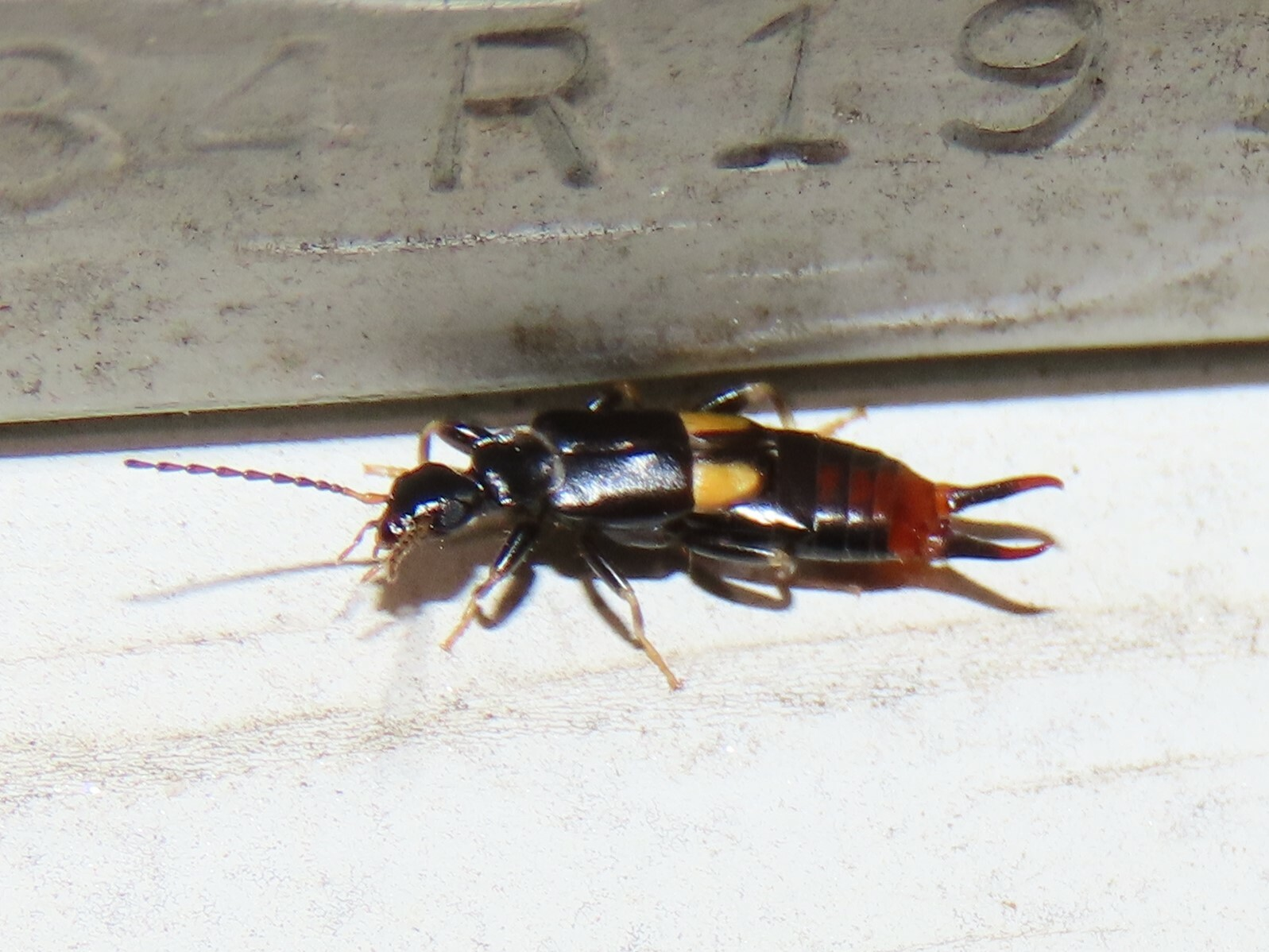
Weibchen

Marava arachidis ist eine Art der zu den Insekten gehörenden Ohrwürmer. Die Art stammt vermutlich aus dem tropischen Amerika, wurde aber weltweit verschleppt und findet sich dadurch vor allem auch in Nordamerika, ist in seltenen Fällen aber auch schon in Europa entdeckt worden. Im Englischen ist die Art als Bone-house Earwig bekannt.

## Merkmale
Über das Aussehen finden sich widersprüchliche Angaben. So wird manchmal von fehlenden oder sehr kleinen Hinterflügeln berichtet. Die Körperlänge beträgt laut der Erstbeschreibung ohne Zange 8 mm, mit Zange 9,75–10,5 mm. Die Zangen der Männchen sind länger als die der Weibchen und stehen weiter auseinander. Das Pronotum ist gelblich bis weißlich umrandet, die Elytren sind schwarz, die Antennen bestehen aus 12–14 Segmenten. Der proximale Teil der Femora ist meist schwarz gefleckt, die Beine darunter überwiegend gelblich. Die Angaben der Erstbeschreibung stimmen auch mit den in den Einzelnachweisen angegebenen Fotos von Exemplaren des Natural History Museum in London und der Zoologischen Staatssammlung München überein. Die Museumsexemplare und Abbildungen von Funden auf iNaturalist weisen gelbe Hinterflügel auf, die deutlich unter den Elytren hervorragen. In manchen wissenschaftlichen Publikationen finden sich aber auch die erwähnten Tiere ohne Hinterflügel. Diese sind teilweise mittels DNA-Barcoding bestimmt worden. Ob die Art Marava arachidis variabel ist in Bezug auf das Merkmal der Hinterflügel oder ob sich dahinter mindestens zwei Arten verbergen, die sowohl morphologisch als auch genetisch in Datenbanken vermischt wurden, ist anhand der angegebenen Quellen nicht nachzuweisen. Jedoch ist von manchen Arten der Ohrwürmer bekannt, dass Individuen mit oder ohne Hinterflügel auftreten.

### Ähnliche Arten
Es gibt eine Reihe weiterer Marava-Arten, z. B. Marava emarginata, Marava mexicana und Marava pulchella.

## Verbreitung
Über den Ursprung der Art ist wenig bekannt. Die Tiere, die Yersin 1860 für seine Erstbeschreibung nutzte, stammten aus Marseille. 1920 wurde die Art in Kalifornien entdeckt und wird seitdem regelmäßig in den Vereinigten Staaten nachgewiesen. Die Art stammt höchstwahrscheinlich aus den Tropen, genauer aus der Neotropis, ist heute aber durch Verschleppung kosmopolitisch verbreitet. Die meisten Funde stammen aus Nordamerika. Hier ist die Art vor allem im Osten verbreitet, vom südlichen Kanada im Norden bis nach Mexiko. In Kanada lebt die Art im äußersten Süden von Manitoba, Ontario und Quebec. In den USA kommt die Art westlich bis Nebraska und New Mexico vor, ist aber vor allem entlang der Ostküste zu finden, von Maine bis Florida. Weiter südlich gibt es einige Funde aus der Karibik inklusive Kuba und Mexiko, rund um Mexiko-Stadt. Auch im Osten Australiens wird die Art regelmäßig gefunden, vor allem in Queensland, aber auch in New South Wales und Victoria. Vereinzelte Funde gibt es daneben aus Französisch-Guyana, Irland, Großbritannien, Spanien, Malaysia und Ägypten.
Schon 1943 wurde in der Literatur davon berichtet, dass die Art durch den Schiffsverkehr in viele Länder mit nicht tropischem Klima verschleppt worden ist, sich hier aber nur in künstlich erwärmten Räumen halten kann. Nach Herter (1943) wurde Marava arachidis sowohl in Hafenstädten Englands (z. B. Queenborough) und Frankreichs (hier in Bäckereien, auch in Paris), als auch in Ostasien bis Wladiwostok, auf Sachalin und in Kamtschatka gefunden. Auch für Deutschland finden sich historische Berichte: So wurde die Art mit Steinnüssen nach Berlin eingeschleppt, nach Hamburg mit Kakteen und Kopra sowie nach Bremen auf einem Reiseschiff im Sicherheitshafen. Zumindest von 1923 bis 1940 lebte die Art auch im Aquarium Berlin.

## Lebensraum
Die Art wird manchmal in Bäckereien gefunden.

## Lebensweise
In der Holarktis wird die Art meistens im Sommer gefunden. Marava arachidis ernährt sich räuberisch von kleinen Wirbellosen, wie Blattläusen und Milben.
Marava arachidis ist ovovivipar. Die Eier werden mit fertig entwickelten Nymphen abgelegt und 10–20 Minuten später schlüpfen die Nymphen, nachdem die Mutter das Chorion abgefressen hat. Die Embryonen konsumieren im Ei angelegte Nährstoffe, dadurch sind trächtige Weibchen wenig anfällig gegenüber Störungen. Durch die Ovoviviparie eignet sich die Art gut zur Biologischen Schädlingsbekämpfung, da bei einem günstigen Nahrungsangebot große Nachzuchten entstehen können. Die Nymphen durchlaufen in etwa 6–9 Wochen vier Nymphenstadien. Die Imagines sind etwa eine Woche später geschlechtsreif. Adulte Tiere, die sich verpaaren, leben etwa 200 Tage lang, unverpaarte Individuen etwa 280 Tage.

## Taxonomie
Die Art wurde 1860 von Alexander Yersin als Forficula arachidis erstbeschrieben. Weitere Synonyme lauten Forficula gravidula Gerstaecker, 1873, Forficula nigripennis Motschulsky, 1863, Forficula wallacei Dohrn, 1865, Labia brunnea Scudder, 1876, Labia grandis Dubrony, 1879, Labia wallacei Dohrn, 1864, Marava grandis (Dubrony, 1879), Mecomera brunnea de Bormans, 1883 und Prolabia ascensionis Hebard, 1917.